# Vang Ja-fan
 Kínai név: vezetéknév: Vang; utónév: Ja-fan
Vang Ja-fan (Wang Yafan ( 王雅繁, Vang Ja-fan), a nemzetközi szakirodalomban Wang Yafan) (Peking (Beijing), 1994. április 30. –) kínai teniszezőnő.
2012-ben kezdte profi pályafutását, amelynek során egy egyéni és három páros WTA-tornagyőzelmet aratott, emellett egy egyéni és négy páros WTA 125K-, valamint 16 egyéni és 7 páros ITF-torna győztese. A Grand Slam-tornákon a legjobb eredményét egyéniben a 2024-es US Openen érte el, amelyen a 4. körig jutott. Párosban a legjobb eredménye a 2019-es wimbledoni teniszbajnokságon elért 3. kör.
Legjobb világranglista helyezése egyéniben a 2019. október 7-én elért 47. hely, és párosban 2016. február 15-én a 49. helyezés.
2016 óta tagja Kína Fed-kupa-válogatottjának.

## WTA döntői

### Egyéni

#### Győzelmei (1)
| Összesítés           |                        |
| Grand Slam-torna (0) |                        |
| Tier I (0)           | Premier Mandatory* (0) |
| Tier II (0)          | Premier Five* (0)      |
| Tier III (0)         | Premier* (0)           |
| Tier IV (0)          | International* (1)     |
| Tier V (0)           | Challenger* (0)        |

* 2009-től megváltozott a tornák rendszere. Challenger tornákat 2012-től rendeznek.
 Az egymás mellett azonos színnel jelölt tornatípusok között nincs teljes mértékű megfelelés.
|    | Dátum            | torna                             | Borítás | Ellenfél a döntőben | Döntő eredménye |
| 1. | 2019. március 2. | Abierto Mexicano Telcel, Acapulco | Kemény  | Sofia Kenin         | 2–6, 6–3, 7–5   |

### Páros

#### Győzelmei (3)
| Összesítés           |                        |
| Grand Slam-torna (0) |                        |
| Tier I (0)           | Premier Mandatory* (0) |
| Tier II (0)          | Premier Five* (0)      |
| Tier III (0)         | Premier* (0)           |
| Tier IV (0)          | International* (2)     |
| Tier V (0)           | Challenger* (0)        |
| WTA Finals (0)       |                        |
| WTA Elite Trophy (1) |                        |

* 2009-től megváltozott a tornák rendszere.
 Az egymás mellett azonos színnel jelölt tornatípusok között nincs teljes mértékű megfelelés.
| No. | Dátum             | torna                                  | Borítás    | Partner        | Ellenfél                                       | Eredmény         |
| --- | ----------------- | -------------------------------------- | ---------- | -------------- | ---------------------------------------------- | ---------------- |
| 1.  | 2015. március 8.  | Malaysian Open, Kuala Lumpur, Malajzia | Kemény     | Liang Csen     | Julija Bejhelzimer Olha Szavcsuk               | 4–6, 6–3, [10–4] |
| 2.  | 2015. november 8. | WTA Elite Trophy, Csuhaj, Kína         | Kemény     | Liang Csen     | Anabel Medina Garrigues Arantxa Parra Santonja | 6–4, 6–3         |
| 3.  | 2018. február 4.  | Taiwan Open, Tajpej                    | Kemény (f) | Tuan Jing-jing | Hibino Nao Okszana Kalasnikova                 | 7–6(4), 7–6(5)   |

#### Elveszített döntői (4)
| No. | Dátum            | torna                                   | Borítás | Partner       | Ellenfél                                 | Eredmény          |
| --- | ---------------- | --------------------------------------- | ------- | ------------- | ---------------------------------------- | ----------------- |
| 1.  | 2015. január 10. | Shenzhen Open, Sencsen, Kína            | Kemény  | Liang Csen    | Ljudmila Kicsenok Nagyija Kicsenok       | 4–6, 6–7(6)       |
| 2.  | 2016. március 6. | Malaysian Open, Kuala Lumpur, Malajzia  | Kemény  | Liang Csen    | Varatchaya Wongteanchai Jang Csao-hszüan | 6–4, 4–6, [7–10]  |
| 3.  | 2019. február 3. | Hua Hin Championships, Huahin, Thaiföld | Kemény  | Anna Blinkova | Irina-Camelia Begu Monica Niculescu      | 6–2, 1–6, [10–12] |
| 4.  | 2020. március 8. | Monterrey Open, Monterrey, Mexikó       | Kemény  | Kato Miju     | Katerina Bondarenko Sharon Fichman       | 6–4, 3–6, [7–10]  |

## WTA 125K döntői: 7 (5–2)

### Egyéni: 2 (1–1)
| Eredmény | No. | Dátum               | Torna                               | Borítás | Ellenfél a döntőben | Eredmény      |
| -------- | --- | ------------------- | ----------------------------------- | ------- | ------------------- | ------------- |
| Döntős   | 1.  | 2018. április 22.   | Zhengzhou Women's Tennis Open, Kína | Kemény  | Cseng Szaj-szaj     | 7–5, 2–6, 1–6 |
| Győztes  | 1.  | 2023. augusztus 20. | Golden Gate Open, Stanford, USA     | Kemény  | Kamilla Rahimova    | 6–2, 6–0      |

### Páros: 5 (4–1)
| Eredmény | No. | Dátum              | Torna                        | Borítás    | Partner              | Ellenfelek a döntőben                    | Eredmény         |
| -------- | --- | ------------------ | ---------------------------- | ---------- | -------------------- | ---------------------------------------- | ---------------- |
| Döntős   | 1.  | 2015. augusztus 2. | Jiangxi Open, Kína           | Kemény     | Csan Csin-vej        | Csang Kaj-csen Cseng Szaj-szaj           | 3–6, 6–4, [3–10] |
| Győztes  | 1.  | 2015. november 15. | Hua Hin Challenger, Thaiföld | Kemény (f) | Liang Csen           | Varatchaya Wongteanchai Jang Csao-hszüan | 6–3, 6–4         |
| Győztes  | 2.  | 2017. november 12. | Hua Hin Challenger, Thaiföld | Kemény (f) | Tuan Jing-jing       | Dalila Jakupović Irina Hromacsova        | 6–3, 6–3         |
| Győztes  | 3.  | 2018. április 22.  | Zhengzhou Open, Kína         | Kemény     | Tuan Jing-jing       | Naomi Broady Yanina Wickmayer            | 7–6(5), 6–3      |
| Győztes  | 4.  | 2018. június 10.   | Bol Open, Horvátország       | Salak      | Mariana Duque-Mariño | Silvia Soler Espinosa Barbora Štefková   | 6–3, 7–5         |

## ITF döntői (23–11)

### Egyéni (16–7)
| Díjazás                      |
| ---------------------------- |
| $100,000 torna               |
| $75,000/80,000 torna         |
| $40,000/$50,000/60.000 torna |
| $25,000 torna                |
| $15,000 torna                |
| $10,000 torna                |

| Borításonként |
| ------------- |
| Kemény (13–5) |
| Salak (2–1)   |
| Fű (1–1)      |
| Szőnyeg (0–0) |

| Eredmény | No. | Dátum               | Torna                           | Borítás    | Ellenfél             | Eredmény              |
| -------- | --- | ------------------- | ------------------------------- | ---------- | -------------------- | --------------------- |
| Győztes  | 1.  | 2012. május 6.      | Jakarta, Indonézia              | Kemény     | Jang Ce              | 6–1, 6–3              |
| Döntős   | 1.  | 2012. december 15.  | Bangkok, Thaiföld               | Kemény     | Nungnadda Wannasuk   | 3–6, 1–6              |
| Győztes  | 2.  | 2013. március 3.    | Sydney, Ausztrália              | Kemény     | Misa Eguchi          | 6–2, 6–0              |
| Győztes  | 3.  | 2013. szeptember 1. | Yeongwol, Dél-Korea             | Kemény     | Kim Sun-jung         | 6–1, 6–4              |
| Győztes  | 4.  | 2013. szeptember 8. | Yeongwol, Dél-Korea             | Kemény     | Lee Pei-chi          | 2–6, 6–1, 6–2         |
| Döntős   | 2.  | 2014. február 23.   | Salisbury, Ausztrália           | Kemény     | Jang Su-jeong        | 3–6, 6–7(6)           |
| Győztes  | 5.  | 2014. július 12.    | Bangkok, Thaiföld               | Kemény     | Sabina Sharipova     | 6–3, 6–2              |
| Győztes  | 6.  | 2014. július 19.    | Phuket, Thaiföld                | Kemény (i) | Hszü Ji-fan          | 3–6, 6–2, 7–5         |
| Győztes  | 7.  | 2015. július 26.    | Csengcsou, Kína                 | Kemény     | Tuan Jing-jing       | 6–4, 6–4              |
| Döntős   | 3.  | 2016. április 10.   | Kashiwa, Japán                  | Kemény     | Jang Su-jeong        | 4–6, 6–1, 3–6         |
| Döntős   | 4.  | 2016. október 23.   | Szucsou, Kína                   | Kemény     | Csang Kaj-csen       | 6–4, 2–6, 1–6         |
| Győztes  | 8.  | 2017. július 23.    | Tiencsin, Kína                  | Kemény     | Csu Lin              | 6–4, 6–2              |
| Győztes  | 9.  | 2017. október 29.   | Liucsou, Kína                   | Kemény     | Hibino Nao           | 3–6, 6–4, 3–3 feladta |
| Győztes  | 10. | 2018. november 4.   | Liucsou, Kína                   | Kemény     | Han Na-lae           | 6–4, 6–2              |
| Győztes  | 11. | 2022. február 20.   | Antalya, Törökország            | Salak      | Katharina Hobgarski  | 7–5, 6–3              |
| Döntős   | 5.  | 2022. február 27.   | Antalya, Törökország            | Salak      | Jani Réka Luca       | 4–6, 3–6              |
| Döntős   | 6.  | 2023. március 5.    | Swan Hill, Ausztrália           | Fű         | Joanna Garland       | 3–6, 6–4, 6–7(7)      |
| Győztes  | 12. | 2023. március 26.   | Canberra, Ausztrália            | Salak      | Olivia Gadecki       | 3–6, 6–2, 6–0         |
| Győztes  | 13. | 2023. május 28.     | Karuizawa, Japán                | Fű         | Haruka Kaji          | 6–0, 6–1              |
| Győztes  | 14. | 2023. június 4.     | Tokió, Japán                    | Kemény     | Johanne Svendsen     | 6–1, 6–0              |
| Győztes  | 15. | 2023. június 11.    | Luzhou, Kína                    | Kemény     | Ju Hsziao-ti         | 7–5, 6–2              |
| Győztes  | 16. | 2023. július 9.     | Hongkong                        | Kemény     | Eudice Chong         | 6–2, 6–3              |
| Döntős   | 7.  | 2023. július 30.    | Dallas, Texas, Egyesült Államok | Kemény (f) | Julija Sztarodubceva | 6–3, 2–6, 2–6         |

### Páros (7–4)
| Díjazás              |
| -------------------- |
| $100,000 torna       |
| $75,000/80,000 torna |
| $50,000/60,000 torna |
| $25,000 torna        |
| $15,000 torna        |
| $10,000 torna        |

| Borításonként |
| ------------- |
| Kemény (5–3)  |
| Salak (2–1)   |
| Fű (0–0)      |
| Szőnyeg (0–0) |

| Eredmény | No. | Dátum              | Torna                  | Borítás | Partner          | Ellenfelek                               | Eredmény                   |
| -------- | --- | ------------------ | ---------------------- | ------- | ---------------- | ---------------------------------------- | -------------------------- |
| Győztes  | 1.  | 2010. április 10.  | Ningpo, Kína           | Kemény  | Jang Csao-hszüan | Lu Csia-hsziang Jang Ce-csün             | 1–6, 6–2, [10–4]           |
| Döntős   | 1.  | 2012. július 7.    | Hucsu, Kína            | Salak   | Tian Zsan        | Li Ji-hung Csang Kaj-lin                 | 6–3, 4–6, [6–10]           |
| Győztes  | 2.  | 2012. december 7.  | Bangkok, Thaiföld      | Kemény  | Ven Hszin        | Kim Na-ri Lee Ye-ra                      | 7–5, 7–5                   |
| Győztes  | 3.  | 2012. december 14. | Bangkok, Thaiföld      | Kemény  | Ven Hszin        | Huỳnh Phương Đài Trang Li Ji-hung        | 6–0, 6–3                   |
| Döntős   | 2.  | 2013. március 3.   | Sydney, Ausztrália     | Kemény  | Tamara Čurović   | Misa Eguchi Mari Tanaka                  | 6–4, 5–7, [8–10]           |
| Győztes  | 4.  | 2014. június 27.   | Hszian, Kína           | Kemény  | Lu Csia-csing    | Liang Csen Jang Csao-hszüan              | 6–3, 7–6(2)                |
| Döntős   | 3.  | 2015. február 13.  | Launceston, Ausztrália | Kemény  | Jang Csao-hszüan | Han Hszin-jün Junri Namigata             | 4–6, 6–3, [6–10]           |
| Győztes  | 5.  | 2015. május 2.     | Gifu, Japán            | Kemény  | Hszü Ji-fan      | An-Sophie Mestach Emily Webley-Smith     | 6–2, 6–3                   |
| Döntős   | 4.  | 2016. április 15.  | Sencsen, Kína          | Kemény  | Liang Csen       | Aojama Súko Ninomija Makoto              | 6–7(5), 4–6                |
| Győztes  | 6.  | 2016. május 7.     | Anning, Kína           | Salak   | Csang Kaj-lin    | Varatchaya Wongteanchai Jang Csao-hszüan | 6–7(3–7), 7–6(7–2), [10–1] |
| Győztes  | 7.  | 2023. május 21.    | Kurume, Japán          | Salak   | Talia Gibson     | Funa Kozaki Junri Namigata               | 6–3, 6–3                   |

## Év végi világranglista-helyezései
| Év     | 2012 | 2013 | 2014 | 2015 | 2016 | 2017 | 2018 | 2019 | 2020 | 2021 | 2022 | 2023 | 2024 |
| Egyéni | 520. | 313. | 191. | 135. | 115. | 168. | 73.  | 48.  | 94.  | 300. | 418. | 97.  | 61.  |
| Páros  | 847. | 356. | 158. | 57.  | 78.  | 361. | 79.  | 68.  | 79.  | 114. | 826. | 550. | 84.  |